# Catarina Sarmento e Castro
Catarina Teresa Rola Sarmento e Castro (née le 16 mai 1970) est une juriste et femme politique portugaise. Membre du Parti socialiste portugais (PS), elle devient députée à l'Assemblée de la République portugaise lors des élections législatives portugaises de janvier 2022, représentant Leiria. Entre 2019 et 2022, elle est secrétaire d’État aux Ressources humaines et aux anciens combattants. Professeure à la Faculté de Droit de l'Université de Coimbra, elle est également juge à la Cour Constitutionnelle. Elle est nommée ministre de la Justice en mars 2022, à la suite des élections législatives portugaises de 2022, lorsque le PS remporte la majorité absolue, mais perd le poste après les élections de mars 2024, lorsque le PS est battu et que l'Alliance démocratique forme le gouvernement.

## Jeunesse et éducation
Catarina Teresa Rola Sarmento e Castro est née à Coimbra le 16 mai 1970. Son père Osvaldo Alberto do Rosário Sarmento e Castro, est ancien député du Parti socialiste à l'Assemblée de la République. Elle obtient une licence et une maîtrise, ainsi qu'un doctorat à la Faculté de droit de l'Université de Coimbra et étudie également pour un diplôme de troisième cycle à l'Université catholique de Louvain en Belgique, avec une thèse intitulée La notion de victime dans la Convention européenne des droits de l'homme,.

## Carrière
Sarmento e Castro enseigne à l'Université de Coimbra depuis 1999 et est actuellement professeur adjoint. Elle a également enseigné à l'Université nouvelle de Lisbonne, à l'Université de Lisbonne et à l'Université catholique portugaise.
Elle est membre du conseil consultatif du Bureau du Procureur général et membre du Conseil supérieur des tribunaux administratifs et fiscaux. En 2010, elle est élue juge à la Cour constitutionnelle, pour un mandat de neuf ans. Elle est également membre de la Commission nationale de protection des données. Le 26 octobre 2019, elle est la nouvelle Secrétaire d'État aux Ressources humaines et aux anciens combattants au ministère de la Défense nationale,,.
Sarmento e Castro est élue à l'Assemblée nationale portugaise lors des élections de janvier 2022. Se présentant sous la bannière du Parti socialiste (PS), elle est troisième sur la liste des candidats du PS pour Leiria, dans laquelle le PS remporte cinq sièges. Par la suite, elle est nommée ministre de la Justice,.